# スクラップ・アンド・ビルド (小説)
『スクラップ・アンド・ビルド』は、羽田圭介による小説。

## 概要
初出は『文學界』2015年3月号。2015年8月に文藝春秋より出版された121ページに及ぶ作品で、同2015年には又吉直樹の『火花』とともに、第153回芥川龍之介賞を受賞した。
作者の羽田圭介は、同作において、若者や高齢者などの価値観の異なる人間が、一つ屋根の下で暮らす場合に起こる、縦の異なる価値観の対立とそのおかしさを描いたと述べている。

### タイトルの由来
作者の羽田圭介は、本作のタイトルである「スクラップ・アンド・ビルド」について、「ビルド」という言葉を最初に思いついたのちに、そこから派生して最終的に「スクラップ・アンド・ビルド」という題名に落ち着いたと述べている。またタイトルを付ける上で、介護を扱った「病気文学」のジャンルにあたる作品であることから、漢字2文字の湿っぽい名前ではなく「少しバカっぽい感じの名前にする」ため、長いカタカナの題名にしたとも述べている。
また作者は、そのタイトルは、身体を鍛えて筋繊維を破壊するとかえって前よりも太くなって再生することと、戦後の高度成長期の日本が、様々なものを押し壊し再構築して（スクラップアンドビルド）活力を得てきたことを、重ね合わせて付けたとも述べている。

## あらすじ
主人公の健斗（28歳）は、新卒で入社した会社を退職し、資格試験の勉強をしながら就職活動をする傍ら、母親とともに同居している、87歳で要介護でありながらまだまだ健康体の祖父の介護をしており、「早う死にたか」と毎日呟く祖父に対して母親とともにストレスを感じていた。そこで、健斗はあえて過剰に世話を焼いたり、日々筋力を鍛えたりすることで祖父を弱らせようと考える。そうして恋人の亜美とも交際しながら、介護と就職活動の日々を送る無職の青年の目から、「死への希望」と「生への執着」を同時に持つ祖父の姿を描いている。

## テレビドラマ
2016年12月17日、同小説を原作としたテレビドラマ（単発土曜ドラマ、73分）がNHK総合テレビで放送された。ドラマ版では、監督を香坂隆史が務め、柄本佑が主演、山下リオ・浅香航大・秋元才加・浅茅陽子・山谷初男がキャストを務めた。

## オーディオブック

### FeBe版
2015年11月11日、FeBe（現・audiobook.jp）で配信開始された。
- 田中健斗 - 江口拓也
- 祖父 - 中尾隆聖
- 亜美 - 橋本甜歌
- 母 - 城雅子
- 大輔 - 中島ヨシキ
- 鈴江 - 森千晃
- 朗読 - 武内駿輔

### Audible版
2016年7月20日、Audibleで配信開始された。
- 浦井健治の一人語りによる朗読[15]。